# HMS Glasgow (1909)
A HMS Glasgow a Brit Királyi Haditengerészet egyik Town-osztályú könnyűcirkálója volt. A könnyűcirkálót 1909-ben bocsátották vízre Govanban. Ez volt Brit Királyi Haditengerészet hatodik hajója, amely a HMS Glasgow nevet viselte.
Az első világháború kitörésekor a Glasgow Dél-Amerika partjainál tevékenykedett. 1914. augusztus 16-án sikerült elfoglalnia egy német teherhajót, az SS Catherinát. 1914. november 1-jén részt vett a Chile partjainál lezajló Coronel-foki csatában, ahol a HMS Good Hope és a HMS Monmouth páncélos cirkálókkal együtt szembeszállt a Maximilian von Spee tengernagy vezette Német Kelet Ázsiai Cirkáló Rajjal, amelybe olyan hajók tartoztak, mint az SMS Scharnhorst vagy az SMS Gneisenau cirkálók. A Glasgow, miután kisebb sérüléseket okozott az ellenséges hajóknak, a visszavonulás mellett döntött. A HMS Glasgow viszonylag kisebb sérüléseket szenvedett, tekintve hogy körülbelül 600 lövedéket lőttek ki rá az ellenséges egységek. A HMS Good Hope és a HMS Monmouth viszont teljes legénységükkel együtt odaveszett. A következő hónapban a könnyűcirkáló ismét találkozott Spee tengernagy hajóival a Falkland-szigeteki csatában, de ezúttal a HMS Invincible és a HMS Inflexible csatacirkálók oldalán, így a feltételek jóval kedvezőbbek voltak a britek számára. Ezúttal a britek kerültek ki győztesen a csatából, mely során a Glasgow is részt vett az SMS Leipzig elsüllyesztésében. Az SMS Dresden könnyűcirkáló el tudott menekülni a csatából, de később a Glasgow és a HMS Kent megtalálták, és végeztek vele. Nem sokkal később a hajó elsüllyedése után a Glasgow egyik matróza észrevett egy fuldokló disznót a vízben. A hajó legénysége kimentette a később Tirpitznek elnevezett disznót, ami egy évig a Glasgow kabala állata lett. Tirpitz később átkerült a Portsmouth-i Whale Islandi Tüzérségi Iskolába (Whale Island Gunnery School), ahol élete hátralévő részét eltöltötte.

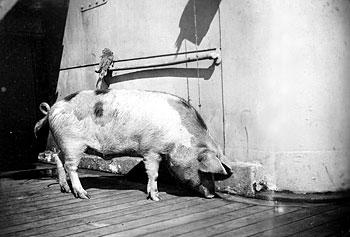
Tirpitz a malac

1915-ben a Glasgow-t áthelyezték a Földközi-tengerre, majd 1917-ben a 8. Könnyűcirkáló Rajjal (8th Light Cruiser Squadron) együtt az Adriai-tengerre került.
A háború után a Glasgow a kazánfűtők kiképzőhajója lett. 1922-ben a hajót kivonták hadrendből, majd 1927. április 29-én szétbontották. 
A kanadai albertában fekvő Mt. Glasgow városa erről a hajóról kapta nevét.